# Capricho Awards de tanquinho de ouro
O Capricho Awards de Tanquinho de Ouro é um dos prêmios oferecidos durante a realização do Capricho Awards, destinado à celebridade masculina que fica exibindo o abdômen o tempo todo.

## Vencedores e indicados
| Ano  | Vencedor      | Indicados                                            |
| ---- | ------------- | ---------------------------------------------------- |
| 2014 | Justin Bieber | Felipe Titto Lucas Lucco Nick Jonas                  |
| 2015 | Caio Castro   | Biel Justin Bieber Lucas Lucco Nick Jonas            |
| 2016 | Lucas Lucco   | Cameron Dallas Calvin Harris Sérgio Malheiros Neymar |